# Upplands runinskrifter 947
Upplands runinskrifter 947 är en runsten som står rest vid bron över Sävjaån vid Falebro, mellan Bergsbrunna och Danmarks kyrka. Inte långt därifrån på andra sidan ån står U 948 på en åker.
Runstenen är av grå granit. Den är 2,1 meter hög och 0,8 meter bred (vid basen). Runhöjden är 8-12 centimeter.

## Inskriften

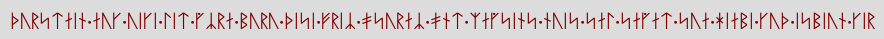
runslingan på U 947

Inskriften i runor:
ᚦᚢᚱᛋᛏᛅᛁᚾ᛫ᛅᚢᚴ᛫ᚢᛁᚴᛁ᛫ᛚᛁᛏ᛫ᚵᛦᚱᛅ᛫ᛒᚢᚱᚢ᛫ᚦᛁᛋᛁ᛫ᚠᚱᛁᛦ᛫
ᚯᛋᚢᚱᛅᛦ᛫ᚯᚾᛏ᛫ᛘᛅᚵᛋᛁᚾᛋ᛫ᚾᚢᛁᛋ᛫ᛋᛅᛚ᛫ᛋᛅᚵᛅᛏ᛫ᛋᚢᛅ᛫
ᚼᛁᛅᛒᛁ᛫ᚴᚢᚦ᛫ᛁᛋᛒᛁᚢᚾ᛫ᚴᛁᚱ
Translitterering av runraden:
þurstin : auk : uiki : lit : gʀra : buru : þisi : friʀ : osuraʀ : ont : mags| |sins : nu is : sal : sagat : sua h:iabi : kuþ : isbiun : kir
Normalisering till runsvenska:
Þorstæinn ok Vigi letu gæra bro þessi fyriʀ Assuraʀ and, mags sins. Nu es sal sagat sva: hialpi Guð. Æsbiorn gærði(?).
Översättning till nusvenska:
Torsten och Vige lät göra denna bro för Assurs, sin svågers, ande. Nu är så sagt för själen: hjälpe Gud. Äsbjörn gjorde (?).